# قرار مجلس الأمن التابع للأمم المتحدة رقم 1060
قرار مجلس الأمن التابع للأمم المتحدة رقم 1060، الذي اتخذ بالإجماع في 12 يونيو 1996، وبعد أن أعاد تأكيد القرارات 687 (1991) و707 (1991) و715 (1991) بشأن رصد برنامج العراق للأسلحة، طالب المجلس بأن يتعاون العراق مع فرق تفتيش الأسلحة التابعة للجنة الأمم المتحدة الخاصة، وأن يسمح بالوصول دون قيود إلى أية مناطق ومعدات تطلبها الفرق.
وأحاط مجلس الأمن علما بالتقدم الذي أحرزته اللجنة الخاصة في القضاء على برامج أسلحة الدمار الشامل العراقية والمشاكل المتبقية التي يتعين حلها. في 11 و12 يونيو 1996، رفض العراق السماح لفريق التفتيش من الوصول إلى مواقع معينة. وقد أعطت القرارات 687 و707 و715 فرق تفتيش الأسلحة، إمكانية الوصول بدون شروط وبدون قيود، إلى أي من المواقع التي ترغب في تفتيشها، وأي محاولة من جانب العراق لعرقلة ذلك اعتبرها المجلس غير مقبولة.
وقد أعرب المجلس، متصرفا بموجب الفصل السابع من ميثاق الأمم المتحدة، عن أسفه لرفض العراق السماح لفرق تفتيش الأسلحة بالوصول إلى المواقع، انتهاكا لقرارات مجلس الأمن السابقة. وطالب بإمكانية وصول هذه الفرق إلى المواقع والأسلحة والمعدات ووسائل النقل التي تطلبها وقدم الدعم الكامل لعمل اللجنة الخاصة في هذه المسألة.

## وصلات خارجية
- نص القرار على undocs.org